# Australia/New Zealand Cup w biegach narciarskich 2017
Sezon 2017 Australia/New Zealand Cup rozpoczął się 22 lipca w australijskim Perisher Valley, a zakończył 11 września, w nowozelandzkim Snow Farm.
Obrończynią tytułu wśród kobiet i mężczyzn byli reprezentanci Australii Katerina Paul, a wśród mężczyzn Philip Bellingham.
W tym roku, Kryształową Kulę w rywalizacji kobiet zarówno jak i w rywalizacji mężczyzn wywalczyli reprezentanci Australii Barbara Jezeršek i Australijczyk Philip Bellingham, który zdobył kulę po raz trzeci z rzędu.

## Kalendarz i wyniki

### Kobiety
| Lp | Data             | Miejscowość     | Dystans                            | 1. miejsce       | 2. miejsce        | 3. miejsce        |
| -- | ---------------- | --------------- | ---------------------------------- | ---------------- | ----------------- | ----------------- |
| 1. | 22 lipca 2017    | Perisher Valley | sprint s. dowolnym                 | Barbara Jezeršek | Katerina Paul     | Aimee Watson      |
| 2. | 23 lipca 2017    | Perisher Valley | 5 km s. klasycznym                 | Katerina Paul    | Aimee Watson      | Sarah Slattery    |
| 3. | 19 sierpnia 2017 | Falls Creek     | sprint s. klasycznym               | Barbara Jezeršek | Katerina Paul     | Aimee Watson      |
| 4. | 20 sierpnia 2017 | Falls Creek     | 10 km s. dowolnym                  | Barbara Jezeršek | Iris Pessey       | Aimee Watson      |
| 5. | 7 września 2017  | Snow Farm       | 5 km s. dowolnym                   | Jessica Diggins  | Barbara Jezeršek  | Sophie Caldwell   |
| 6. | 8 września 2017  | Snow Farm       | sprint s. klasycznym               | Sophie Caldwell  | Ida Sargent       | Caitlin Patterson |
| 7. | 9 września 2017  | Snow Farm       | 10 km s. klasycznym (start masowy) | Jessica Diggins  | Caitlin Patterson | Ida Sargent       |

### Mężczyźni
| Lp | Data             | Miejscowość     | Dystans                            | 1. miejsce          | 2. miejsce          | 3. miejsce    |
| -- | ---------------- | --------------- | ---------------------------------- | ------------------- | ------------------- | ------------- |
| 1. | 22 lipca 2017    | Perisher Valley | sprint s. dowolnym                 | Philip Bellingham   | Callum Watson       | Paul Kovacs   |
| 2. | 23 lipca 2017    | Perisher Valley | 10 km s. klasycznym                | Philippe Nicollier  | Philip Bellingham   | Paul Kovacs   |
| 3. | 19 sierpnia 2017 | Falls Creek     | sprint s. klasycznym               | Philip Bellingham   | Callum Watson       | Miles Havlick |
| 4. | 20 sierpnia 2017 | Falls Creek     | 15 km s. dowolnym                  | Philip Bellingham   | Callum Watson       | Miles Havlick |
| 5. | 7 września 2017  | Snow Farm       | 10 km s. dowolnym                  | Benjamin Lustgarten | Kaichi Naruse       | Brian Gregg   |
| 6. | 8 września 2017  | Snow Farm       | sprint s. klasycznym               | Benjamin Saxton     | Benjamin Lustgarten | Kaichi Naruse |
| 7. | 9 września 2017  | Snow Farm       | 15 km s. klasycznym (start masowy) | Benjamin Lustgarten | Adam Martin         | Kaichi Naruse |

## Klasyfikacje
| Lp. | Zawodniczka       | Punkty |
| --- | ----------------- | ------ |
| 1.  | Barbara Jezeršek  | 516    |
| 2.  | Katerina Paul     | 394    |
| 3.  | Aimee Watson      | 379    |
| 4.  | Sarah Slattery    | 294    |
| 5.  | Jessica Diggins   | 218    |
| 6.  | Caitlin Patterson | 190    |
| 7.  | Emily Champion    | 176    |
| 8.  | Ida Sargent       | 169    |
| 9.  | Sophie Caldwell   | 160    |
| 10. | Alecia Phillips   | 148    |
| 11. | Iris Pessey       | 140    |
| 12. | Anne Hart         | 126    |
| 12. | Casey Wright      | 126    |
| 14. | Elizabeth Guiney  | 113    |
| 15. | Caitlin Gregg     | 103    |

| Lp. | Zawodnik            | Punkty |
| --- | ------------------- | ------ |
| 1.  | Philip Bellingham   | 568    |
| 2.  | Callum Watson       | 408    |
| 3.  | Paul Kovacs         | 341    |
| 4.  | Benjamin Lustgarten | 280    |
| 5.  | Miles Havlick       | 220    |
| 6.  | Kaichi Naruse       | 200    |
| 7.  | Ewan Watson         | 191    |
| 8.  | Seve de Campo       | 166    |
| 8.  | Adam Martin         | 166    |
| 10. | Philippe Nicollier  | 150    |
| 10. | Benjamin Saxton     | 150    |
| 12. | Brian Gregg         | 145    |
| 13. | Tomoki Sato         | 121    |
| 14. | Christoph Gasche    | 118    |
| 15. | André Lovett        | 113    |